# Makom
Makom est un village de la Région du Littoral du Cameroun, situé dans la commune de Ndom. 

## Population et développement
En 1967, la population de Makom était de 177 habitants, essentiellement des Babimbi du peuple Bassa. La population de Makom était de 429 habitants dont 239 hommes et 190 femmes, lors du recensement de 2005.  